# 岩國白蛇

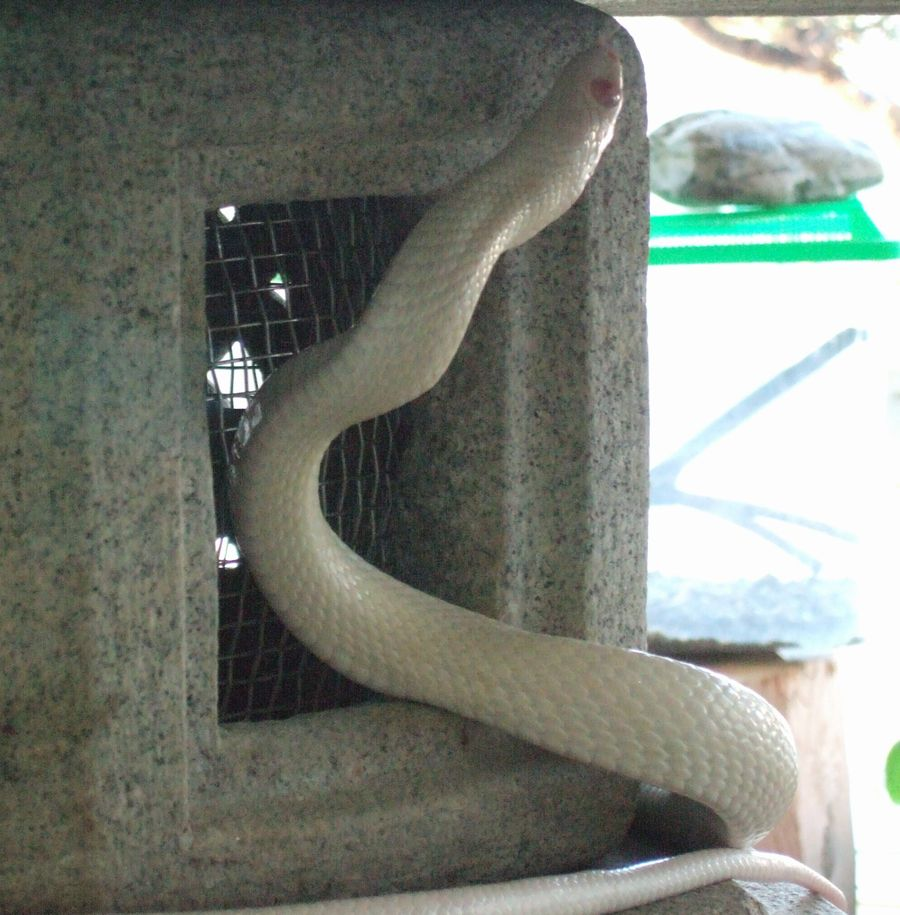
岩國白蛇
（攝於2006年12月22日）

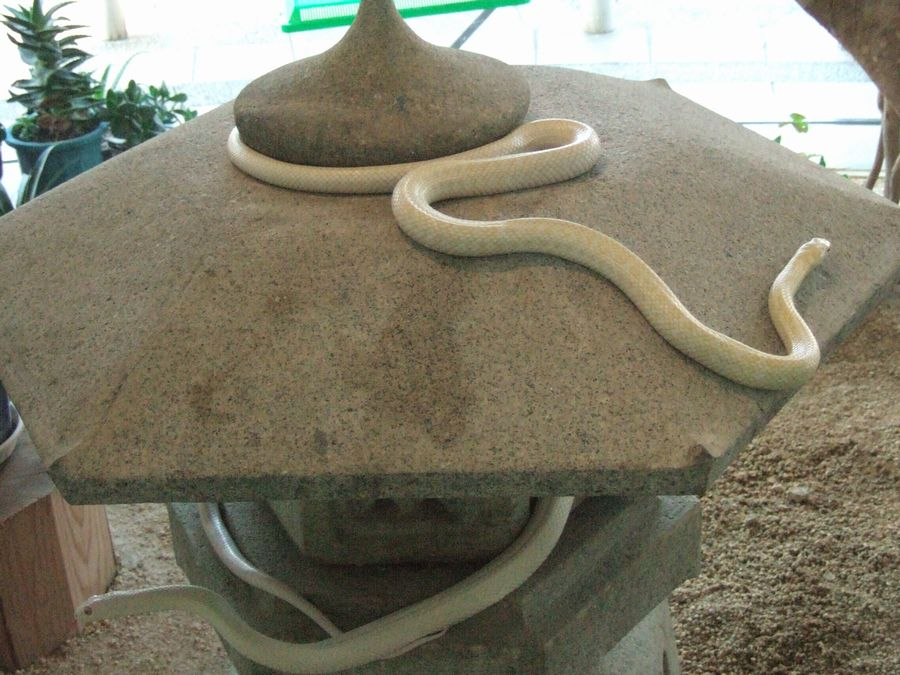
兩條岩國白蛇
（攝於2006年12月22日）

岩國白蛇是日本山口縣岩國市所存育的獨特白蛇，是日本國家指定的天然記念物。牠們本身均是日本錦蛇，因身體出現了白化現象而導致渾身變為白色，當地的相關機構以人工手法保持白蛇的白化基因，讓白蛇以遺傳的形式得以延綿面世。

## 白色的原因
岩國白蛇是由日本錦蛇出現白化而成的物種，一般而言這是頗為罕有的情況。然而這些白蛇在岩國市一帶出現甚為頻密，因此被當地本有崇拜白蛇傳統的人民所重視，日本方面有相關機構以人工方式飼育這些白蛇，不斷維持其白化血統。

## 白蛇的觀光
- 在岩國市今津町6丁目，有一所專為觀光客而設的白蛇展覽館（白蛇資料館），該館由「岩國白蛇保存基金會（財団法人岩国白蛇保存会）所開設。

## 外部連結
- （日語）岩國白蛇（山口縣觀光情報） （页面存档备份，存于）
- （日語）岩國文化財產 岩國徵古館 岩國学校教育資料館（岩國市教育委員會文化財產保護課）[永久]
- （日語）財團法人岩國白蛇保存會 （页面存档备份，存于）